# 메이드 인 와리오
《메이드 인 와리오》(일본어: メイド イン ワリオ, 일본어식 영어: Made in Wario)는 닌텐도에서 제작 및 발매하는 비디오 게임 시리즈이다. 약칭은 ‘메이와리(メイワリ)’이며, 서양권 제목은 《와리오웨어》(영어: WarioWare)이다.
마리오 시리즈의 캐릭터 와리오가 와리오 컴퍼니라는 회사를 설립하고 동료들과 함께 게임을 만들어 간다는 설정이다. 시리즈마다 버튼 조작, 터치 등 작동 방식이 다르다.

## 개요
《메이드 인 와리오》에선 와리오가 운영하는 가상의 게임 기업이 제작한 미니 게임들을 연속해서 플레이하는 것이 주 목표이다. 대부분의 미니 게임들은 5~10초 안에 끝마쳐야한다. 기업의 직원들마다 각자 고유의 테마가 있다.
도감에서는 개별 미니 게임들을 플레이할 수 있으며, 시리즈 대부분의 도감에서 레벨과 속도에 따라 점수가 기록된다. 예외로, 체감형 게임인 《춤춰라》의 〈조작의 전당〉과 《끝내주게 춤춰라》의 〈뮤지엄〉에서는 개별 미니 게임을 각 레벨별로 한 번씩만 플레이하며, 점수가 기록되지 않는다.

## 게임 목록
- 《메이드 인 와리오》 (2003)
- 《모여라!! 메이드 인 와리오》 (2003)
- 《돌려라 메이드 인 와리오》 (2004)
- 《만져라 메이드 인 와리오》 (2004)
- 《춤춰라 메이드 인 와리오》 (2006)
- 《찍어라 메이드 인 와리오》 (2008)
- 《메이드 인 오레》 (2009)
- 《게임 & 와리오》 (2013)
- 《메이드 인 와리오 고저스》 (2018)
- 《즐거움을 나눠라 메이드 인 와리오》 (2021)
- 《끝내주게 춤춰라 메이드 인 와리오》 (2023)

## 등장인물

### 주연
- 와리오 (초대작 ~ 현재)

슈퍼 마리오 시리즈의 악역. 마늘을 무지 좋아해서 살짝 냄새가 난다. 거의 모든 시리즈에서 최종 보스를 담당한다. 돈을 벌기 위해 보물을 찾거나 게임을 만들어 판다.
- 지미 T. (초대작 ~ 현재)

와리오의 소꿉친구이자 쿨한 댄서. 혼자서 농구 52점을 독점할 정도의 스포츠 솜씨를 자랑하며, 스포츠만큼 휴대폰 문자도 좋아한다.
- 모나 (초대작 ~ 현재)

아르바이트에 시달려 사는 여고생. 와리오를 동경하며, 꿈은 보물을 찾는 모험가이다.
- 드리블 (초대작 ~ 현재)

스피츠와 함께 운전하는 택시 운전사. 스피츠보나 나이가 적다. 취미는 바느질이며, 난폭한 운전을 즐긴다.
- 스피츠 (초대작 ~ 현재)

드리블과 함께 운전하는 택시 운전사. 드리블보다 나이가 많다. 드리블보다 더 화를 못 참고, 손님들을 즐겁게 하는 운전을 즐긴다.
- 나인볼트 (초대작 ~ 현재)

비디오 게임을 좋아하는 초등학생으로, 닌텐도 광이다. 특기는 디제잉으로, 수준높은 디제잉을 선보이기도 한다. 나인볼트의 미니게임은 닌텐도의 게임들을 주제로 한다.
- Dr. 크라이고어 (초대작 ~ 현재)

얼굴의 반쪽이 기계로 된 사이보그 박사로, 발명이 특기인 과학자이다.
- 캐트 & 안나 (초대작 ~ 현재)

유치원생 닌자 자매. 분홍머리 캐트가 언니고, 주황머리 안나가 동생이다. 동식물을 좋아한다.
둘의 이름을 합치면 KATANA(카타나), 즉 일본도가 된다.
- 오뷰론 (초대작 ~ 현재)

지구침략을 꾀하는 천재 외계인. 그러나 지구인들에게 친절하며, 존댓말을 쓴다. 지구 생활을 오래해서 지구 문화에 해박하다.
- 에잇틴볼트 (돌려라 ~ 현재)

나인볼트의 친구. 특기는 랩이며, 음악을 만드는 것이 취미이다. 붐박스를 들고 음악을 즐기는 편이다.
- 애슐리 (만져라 ~ 현재)

호러 하우스에 레드와 같이 사는 견습 마녀 소녀. 과묵하고 성격이 비뚤어졌으며, 상당한 대식가이다. 화가 나면 머리가 하얘지며 분노한다.
- 레드 (만져라 ~ 현재)

애슐리와 함께 사는 악마로, 애슐리의 조수. 겁이 많다.
- 마이크 (만져라 ~ 현재)

Dr. 크라이고어가 만든 휴머노이드. 노래방 로봇이지만 엄청난 음치다.
- 영 크리켓 (춤춰라 ~ 현재)

맨티스 사부 밑에서 수련하고 있는 소년. 고기만두를 좋아한다. 인 게임에서의 능력은 점프, 15살치고는 꽤 장신 캐릭터다. 즐거움을 나눠라에서는 에잇틴볼트, 와리오와 함께 공짜 캐릭터.
- 맨티스 사부 (춤춰라 ~ 현재)

영 크리켓의 사부. 싸움을 잘한다고 한다. 하지만 그가 싸움하는 모습을 본 사람은 없다고 한다. 즐거움을 나눠라에서는 2차 스테이지에서 등장.
- 루루 (고저스 ~ 현재)

럭스마을에 사는 소녀. 영 크리켓을 좋아한다. 와리오와의 갈등이 있었지만 최신작에서는 회사에 들어온 모양이다. 개를 키운다. 꽤 강아지와 풍선과 엮인다. 즐거움을 나눠라 에서는 2차 스테이지에서 등장.
- 파이브볼트 (돌려라 ~ 현재)

나인볼트의 엄마. 소방사인 남편이 있다. 평소에는 다정하지만 화가 나면 무섭다.
- 페니 (춤춰라 ~ 현재)

Dr.크라이고어의 손녀. 노래부르는 것을 좋아해서 아이돌 가수가 꿈이다. 발랄한 성격의 햇병아리 과학자로, 할아버지와 발명품 대결을 해서 이길 만큼 똑똑하다. 즐거움을 나눠라 에서는 2차때 크라이고어가 자신의 지식으로도 모르겠다며 불려왔고 콩나무를 자라게 하는 등 중요한 역할을 한다.
- 표로

다이아몬드 시티 인기게임 PYORO에 나오는 주인공. 와리오의 게임에 잠깐 놀러왔다. 즐거움을 나눠라 메이드 인 와리오의 진 최종보스,레드,루루,멘티스를 탑에 가둔 범인이다.

### 그 외 등장인물
- 13앰프(고저스~현재)

다이아몬드 시티의 일진, 고저스에서 어떤 아이의 3DS를 삥뜯어가고 에잇틴볼트와 랩 배틀을 한다. 즐거움을 나눠라 에서는 나인볼트의 인트로에 짤막하게 등장.
- 클리너(고저스~현재)

영미판 이름은 도리스1, 크라이고어가 만들고 버렸다는 청소로봇이다. 즐거움을 나눠라 에서는 페니의 등장 컷씬과 Dr크라이고어의 인트로에 등장한다.
- 섀기 (초대작 ~ 현재)

나인볼트의 애완동물(?). 즐거움을 나눠라 에서는 나인볼트 스테이지의 인트로와 모나의 미니게임,오뷰론의 미니게임으로 살짝 등장한다.
- 모나즈 (초대작 ~ 현재)

모나의 애완동물 3마리. 1호는 코끼리, 2호는 돼지, 3호는 원숭이다. 즐거움을 나눠라 에서는 모나의 인트로에서 집을 망쳐 놓는다.
- 점장 조

모나가 하는 아르바이트의 거의 모든 점장을 담당하고 있다.